# ファイナルファンタジーVII アドベントチルドレン
『ファイナルファンタジーVII アドベントチルドレン』（ファイナルファンタジーセブン アドベントチルドレン、FINAL FANTASY VII ADVENT CHILDREN、略称: FFVII AC、FF7 AC）は、コンピュータゲーム『ファイナルファンタジーVII』（以下、FFVII）の関連作品群「コンピレーション・オブ・ファイナルファンタジーVII」の第2弾としてスクウェア・エニックスが開発した映像作品。2005年9月14日発売。『FFVII』の2年後の世界を描く続編だが、ゲームではなく映像作品（フルCG）である。

## 開発・販売
本作品の開発元はスクウェア・エニックス。販売元はソニー・ピクチャーズ エンタテインメント。
2004年に未完成にもかかわらずヴェネツィア国際映画祭に招待され、翌年には完成品としてノミネート。異例の2年間連続出場を果たした。
映画館での商業上映はないが、2005年9月10日から16日まで東京・名古屋・京都で無料招待制の上映会が行われた。
DVD版に加え、PSPの普及を狙いUMD版も販売され、発売日から売り切れが続出した。ハリウッド映画並みの驚異の販売率を記録（発売初週の消化率は93.38%）。発売翌週のオリコン週間DVDランキングでは1位『初回限定豪華パッケージ仕様』、3位『アドベント ピーシーズ：リミテッド』、5位『通常版』とトップ5に3種類同時ランクインした。ランクイン5週目で1位に返り咲き（通常版）、6週連続TOP5を記録した。
発売1か月で70万本を出荷し、好調な売上がスクウェア・エニックスの業績に貢献した。2006年1月に出荷本数100万本突破。同年4月25日に米国で発売し、6月に欧州英語圏で累積出荷本数140万本を突破。2009年現在の全世界累計出荷本数は410万枚を数えており、ビデオストレート作品としては異例の記録を残した。

## ストーリー
『FFVII』から2年後、クラウドは運び屋として生活していた。世界は滅亡の危機からは免れたが、爪痕は大きく、星痕症候群（通称・星痕）と呼ばれる謎の病気が蔓延していた。クラウド自身は今もなおエアリスのことを引きずっており、その件を自身の罪と認識していた。星痕の発症をきっかけに仲間たちとの連絡を絶ち、エアリスと出会った教会で一人、生活するようになった。
ある日、レノから依頼を受けルーファウスの下へ向かっていたとき、クラウドはバイクに乗った謎の3人組に襲われる。彼らは、クラウドを「兄さん」と呼び、「母さん」を返せと告げるが、クラウドは何のことかわからない。謎の3人組はクラウドを追い詰めたところで何故か撤退。その後ルーファウス達の住むヒーリンについたクラウドは、襲って来た3人組がカダージュの一味であることを聞かされる。ルーファウスは、自分達の目的は世界の再建であり、邪魔をするカダージュ一味からの護衛をクラウドに依頼する。しかし、クラウドは断りそこから立ち去る。
一方、マリンと共に教会にいるクラウドを訪れていたティファはカダージュの一味の一人、ロッズに襲撃される。善戦するティファだったが、最後には敗れ、マリンを連れ去られてしまう。ティファやレノに説得され、マリンを救うため忘らるる都に向かうクラウド。しかし、カダージュ達3人に苦戦していたところをヴィンセント・ヴァレンタインに助けられる。ヴィンセントから星痕症候群や「母さん」の真実を聞かされる。
「母さん」ことジェノバを探すカダージュ達は、神羅の作った慰霊塔に目をつける。慰霊碑を狙うヤズーとロッズを阻止すべく、レノやルードも戦うが、カダージュが召喚したバハムート震により慰霊塔は破壊される。突如現れたモンスター達やバハムート震に混乱する街。バハムート震を倒すため、かつてクラウドと共に星を救った仲間達が次々と集まる。
仲間全員の協力でバハムート震は倒したものの、今度はルーファウスが密かに持っていたジェノバの首を奪われてしまう。ジェノバの首を持って逃走するカダージュを追い、途中レノとルードの妨害に遭いつつミッドガルに向かうクラウド。ビルの瓦礫の上でカダージュと戦い追い詰めるが、リユニオンを許してしまい、セフィロスが復活してしまう。

## 登場人物

### 『FFVII』のプレイヤーキャラクター
クラウド・ストライフ (Cloud Strife)
声 - 櫻井孝宏
本作の主人公。23歳。運び屋「ストライフ・デリバリーサービス」をはじめている。ティファ、マリン、デンゼルらと暮らしていたが、自身が星痕に侵されていることに気づき、またエアリスやザックスを守れなかった事への悔恨も抱えているため彼女達と距離を置き、一人教会に住んでいた。またこの過程が原因か軽度のPTSDを抱えている傾向があった。何事にも無関心を装ってはいるが、今回の戦いで自分自身と向き合う事となる。
以前に持っていたバスターソードは荒野にザックスの墓標代わりに突き立てている。現在の武器は様々に合体させられる6本の合体剣。場面に応じて分離して戦うことができ、全て合体させることでバスターソードに似た大剣になるほか、一部をブーメランのように飛ばすことも可能。
ティファ・ロックハート (Tifa Lockhart)
声 - 伊藤歩
22歳。マリン、デンゼルと共に暮らしている。小説『On the Way to a Smile』から、エッジという街で、バー「セブンスヘブン」を再開していることがわかる。行方知れずとなったクラウドの身を案じている。
ヴィンセント・ヴァレンタイン (Vincent Valentine)
声 - 鈴木省吾
27歳（外見年齢）。忘らるる都をよく訪れていたため、カダージュ一味のことについて詳しい。ツォンとイリーナを助けたあと、クラウドに助太刀する。
バレット・ウォーレス (Barret Wallace)
声 - 小林正寛
37歳。現在は油田の採掘を仕事としている。ギミックアームに装着していた武器は変形可能になり、普段は小さく格納できるようになった。しかし肝心の場面で撃てなかったこともあった。マリンをクラウドたちに預けているが心配で仕方ない。
シド・ハイウインド (Cid Highwind)
声 - 山路和弘
34歳。新たな飛空艇シエラ号と共に登場する。武器は槍。ジャンプ力は今も健在。
ユフィ・キサラギ (Yuffie Kisaragi)
声 - かかずゆみ
18歳。パラシュートで上空から現れる。着地時に吐き気を催していることから、乗り物酔いは健在のようで、マテリアはクラウドに預けている。この時点でWRO（『FFVII DC』に登場する組織）に所属しているのかは特に語られていない。
ケット・シー (Cait Sith)
声 - 石川英郎
6歳（外見年齢）。『FFVII』ではデブモーグリのぬいぐるみに騎乗していたが、『FFVII AC』ではレッドXIIIに騎乗して登場する。
レッドXIII (Red XIII)
声 - 市村正親（友情出演）
50歳。本作では常にケット・シーを乗せており、彼と共に戦う。ラストの一言しか喋らない。
エアリス・ゲインズブール (Aerith Gainsborough)
声 - 坂本真綾
22歳没。かつてクラウド達と共に星を救うために戦い、セフィロスの凶刃に倒れ還らぬ人となった、古代種（セトラ）の末裔の女性。
クラウドの前に幻として幾度か現れる。
※作中では、彼らの『FFVII』でのリミット技の一部が再現されている。

### 神羅カンパニー関係者
神羅カンパニーは崩壊したが、タークスのメンバーのルーファウスへの忠誠は揺らいでいない。本編ではレノとルードのバトルシーンがあり、両者とも普通の人間以上の身体能力を持つ。
ルーファウス神羅 (Rufus Shinra)
声 - 大川透
『FFVII』でダイヤウェポンのミッドガル攻撃の際に死亡したと思われていたが、なんとか生き残っていた。救出される姿が『DC』の冒頭で描かれている。『FFVII AC』ではヒーリンという場所で療養しており、世界に「負債を返す」ことを目的にしているという。本作では聖痕に侵されており、布に包まれ右手と口元しか確認できない状態で車椅子に乗っていた。
実はジェノバの首を密かに持ち歩いており、物語後半でそれを奪おうとするカダージュや箱と共にビルから転落。ツォンとイリーナによって救助されるが、ジェノバの首はカダージュに奪われてしまった。
レノ (Reno)
声 - 藤原啓治
ルードと共にルーファウスを守っている。神羅カンパニー特製のロッドと体術で戦う。建物を猫のように駆け上がるほどの驚異的な体力の持ち主。語尾に「〜ぞ、と」と付ける癖がある。
ルード (Rude)
声 - 楠大典
レノと共にルーファウスを守っている。体術を得意としている。ヤズー、ロッズとの戦闘中にレノにサングラスを踏みつぶされるが、速やかに予備のサングラスをかけていた。
ツォン (Tseng)
声 - 諏訪部順一
セフィロスに殺されたと思われていたが、生きていた。大空洞を調査中にカダージュ達により襲撃され、その後拷問を受けるが、ヴィンセントに助けられる。その後、ルーファウスを落下から救うシーンや星痕症候群の治癒を見守るシーンで登場する。
イリーナ (Elena)
声 - 豊口めぐみ
ツォンと共に大空洞へ調査に赴き、カダージュ達に襲撃され、その後拷問を受けるが、ヴィンセントに救われる。ツォン同様のシーンで登場。

### カダージュ一味
カダージュ (Kadaj)
声 - 森久保祥太郎
3人のリーダー的な役割をはたす。少年のような外見と口調。マテリアで召喚獣を呼び出す。武器は日本刀の刃が二本ならんだ刀「双刃」。
カダージュ一味は自らをセフィロスの「思念体」と呼び、それだけに全員がセフィロスと似たような特徴を持つ（左利き、銀髪など）。
ヤズー (Yazoo)
声 - 岸祐二
カダージュ一味の一人。感情の起伏がほとんどなく、無口。武器は『FFVIII』の主人公スコールが持っていたガンブレードを小さくしたような剣と銃が一体となったもので、名前は「ベルベット・ナイトメア」という。見た目は剣のようだが、機能としては銃でしかなく斬撃は行えない。
ロッズ (Loz)
声 - 乃村健次
カダージュの一味の一人。年長のような屈強そうな外見に反し性格は幼く、すぐ泣く大きな子供といった印象を与える。「デュアルハウンド」という名前の腕に装着する小さなパイルバンカーを扱うほか、「ベルベット・ナイトメア」も使用している。高速で移動できる能力の名称はスタッフによると「ロッズワープツール」という。ヤズーとのコンビネーションは抜群の一言につき、タークスや、クラウドも度々苦戦を強いられた。彼のモデルは製作スタッフの孫であることがオーディオコメンタリーで明かされている。孫は「遊ぼう」や「ぶるるん」としゃべり、ロッズも作中で同様の発言をしている。

### その他
マリン・ウォーレス (Marlene Wallace)
声 - 黒葛原未有 / 諸星すみれ（コンプリート版）
6歳。バレットの養女。ティファやクラウド達と一緒に暮らしていて、星痕に侵されているデンゼルの看病をしている。『FFVII』のラスト同様、エアリスの存在を察知している。
デンゼル (Denzel)
声 - 池田恭祐 / 井澤一夢（コンプリート版および『On the Way to a Smile』）
8歳。クラウド達と暮らす孤児で、星痕に冒されている。その理由は、小説『On the Way to a Smile』に詳しく載っている。また彼が今作の2年後、リーブにWRO入隊を希望しており、その際に自分の過去をリーブに語っていたことが分かる。
セフィロス (Sephiroth)
声 - 森川智之
かつて星を滅亡へと導こうとした最強のソルジャー。前作で死亡し消滅したはずだが、その意思はライフストリームの中に溶け込まず自我を保ちながら流れており、カダージュ達を使って復活を遂げようとした。
終盤、ジェノバの頭部を手に入れたカタージュがリユニオンを行うことで復活。クラウドと戦い追い詰めるが、最期はクラウドの超究武神覇斬ver.5によって倒され、カタージュに戻った。
ザックス・フェア (Zack Fair)
声 - 鈴村健一
23歳没。ソルジャー1stに属していたエリートソルジャー。エアリスの初恋の人であり、クラウドの親友。劇中ではエアリスと共に、幻としてクラウドの前に現れる。
※なお、作中に登場する狼はクラウドが前作『FFVII』の世界において悔恨の思い出を残した場所（ザックスの墓標、忘らるる都、教会）に登場しており、クラウドの後悔の念が具現化したものとして説明されている。

## 用語
神羅カンパニー (Shin-Ra Electric Power company)
ルーファウスの先代である「プレジデント神羅」が社長として取り仕切っていた元超巨大企業。表向きはエネルギー供給を主要事業とする会社だが、その実体は莫大な資金力を有し、軍事国家にも匹敵する戦力を保持した巨大複合企業体である。社の不利益となる者の抹殺や、活動の妨げとなる事態に関しては自前の軍隊を出動させて街を丸ごとひとつ消滅させるという強硬手段を取るなどその組織には強い独裁性が垣間見える。先のセフィロスによって引き起こされた大戦により大きな損失を蒙り、本作開始の時点で、企業としては既に瓦解している。ただし組織としては残っているらしく、社長のルーファウスとタークスメンバー、その元に集った社員により再興のため活動を行っている。
魔晄 (Life Stream)
神羅カンパニーが発見したエネルギーで正式名称は「ライフストリーム」。惑星の意思ともいうべき循環機構の一つで、人体で言うなら精神に相当しており、生物の肉体が土に還った際に精神や魂が戻る場所を示す。死者や、これから生まれる者たちが一つの光の帯として星の中を流れる生命の渦で、これを強制的に星から搾取し続けると、その土地は死に、最終的には星全体が死の星になるとされる。また、魔晄が地表に流れる場所は極めて少なく、そこでは稀にマテリアが自然生成される。本編の時期では神羅の壊滅と、魔晄の使用が星に害をもたらすと人々が痛感した事でこのエネルギーは使われなくなった。劇中現在では、代替の新エネルギーとして石油を利用する動きがある。
ライフストリーム (Life Stream)
星の内部にあるという原始の流れ。人は死ぬと星に還ると言われている。
ミッドガル (Midgar)
神羅カンパニーの本社ビルが存在する巨大都市で、地上から柱を立て、その上にピザの要領で区画配置された円形に人工の地面を作った形状を持つ、言うならば「空中都市」である。ミッドガルの外周には魔晄炉と呼ばれるライフストリームを吸い上げて電力に変換する施設が多数設置され、その下界にはミッドガルに上れない貧困層が住まうスラム街が存在していたが、先の大戦によって甚大な被害を被った。本作の時点では完全に崩壊しており、住民の殆どはエッジに移住している。
マテリア (Materia)
魔晄が濃縮して結晶化したもの。種類によって様々な魔法や特殊技能を獲得することができる。前作では武器や防具に穴が開いていて、そこにマテリアを埋め込むという形で利用していたため、本作でのカダージュたちによる「肉体に直接埋め込む」という利用方法は極めてイレギュラーな使い方とも言える。本作で明確にマテリアを利用しているのはカダージュたちのみ。カダージュたちに使用されたマテリアは、クラウドたちがかつての旅で収集したもので、「ユフィ所有の、クラウド預かり」という形でクラウドが管理していたものである。
「COMPILATION of FINAL FANTASY VII」では、ファイナルファンタジーシリーズで常に重要な意味を持つ「クリスタル」に相当する存在。
メテオとホーリー (Meteor and Holy)
宇宙から隕石を召喚して星を破壊する「黒マテリア」と、ライフストリームの力によってそれを撥ね退け、星に害をなすものを浄化する「白マテリア」による魔法の事を指す。FFシリーズでは馴染みの攻撃呪文であったが、「COMPILATION of FINAL FANTASY VII」では世界の運命を左右する究極の攻撃方法として存在している。前作ではセフィロスが発動したメテオを阻止する為に、エアリスがホーリーの発動を行っている。この二つの魔法によりもたらされた災害の事を『DC FFVII』の時期では「メテオ災害」と称されている。
星痕症候群 (Geostigma)
ライフストリーム（魔晄）を受けたものが発症する謎の病気（物語開始時は原因はわかっていない）。発病すると体の一部に黒いしみのようなあざができる。主に子供にかかりやすいとされる。発病中は痛みを伴い、症状が悪化すると全身から泥のようなものが噴出し、最悪の場合死に至る。その他に後遺症があるのかは作中では特に触れられていない。
実際の発症原因は、ライフストリームに溶け込んでいたジェノバ因子を取り込んだ者が発症する、一種のアレルギー症状のようなもの。詳細としては、肉体を巡るライフストリームと同質の循環機構が、外的要因であるジェノバ因子を排出しようと免疫効果の過剰活発を促してしまうため、母体である人体に影響を与えてしまう症状。カダージュたちは星痕に侵された子供たちをリユニオンのために誘拐し、セフィロスは星痕を宿した死者の思念によって侵蝕された星を宇宙を巡る船としようとしていた。最終的にエアリスの癒しの水によって全て消滅した。
ジェノバ (JENOVA)
他の星から隕石となってやってきた存在。詳しくはファイナルファンタジーVII#古代種とジェノバを参照。
前作では四肢を失ったセフィロスに酷似した、人間の女性のような姿をしていたが、その後セフィロスに首だけが持ち去られた。その他の部位はクラウドたちによって破壊されるか、実験に使われるなどして行方不明の部分もある。
セフィロスもジェノバと同じように、星を船として違う星へ行くことを目的としている。
カダージュの目的は行方不明のジェノバの首を探し出しリユニオンを行うことであり、隠し場所として慰霊碑を破壊しようとしていたが、実際にはルーファウスが箱に入れて持ち歩いていた。
リユニオン (REUNION)
バラバラに散らばったジェノバ細胞が再び集まること（リ・ユニオンで再結合の意）。ジェノバ細胞を取り込み自我を失った人間の場合、この影響を受け、ジェノバの元へ集結しようと活動する。カダージュ達はジェノバの首とリユニオンを謀り、セフィロスを復活させようとした。
北の大空洞 (Great Northern Cave)
大昔にジェノバが降ってきたとされる雪山の巨大クレーター。すべての元凶が始まった場所であり、前作においての終わりの場所でもある。タークスはここでジェノバの首を見つけ、カダージュ達に襲撃された。
忘らるる都 (Forgotten Capital)
かつて古代種達が住んでいた街。エアリスはここでホーリーを唱えた後に命を落とし、クラウドによって水葬された。本作ではカダージュ達がアジトとして使っており、誘拐したマリンとデンゼル達星痕に侵された子供をここに連れてきて、自らの思念を浸み込ませた水で彼等を操った。ヴィンセントはここに何度も訪れており、偶然カダージュ達と応戦して劣勢に立たされたクラウドを発見して救い出し、カダージュ達と星痕の真実を伝えた後、マリンと共に悔恨に駆られているクラウドを諭した。
エッジ (Edge)
大都市ミッドガルがメテオにより破壊された際の被害が甚大だったため、ミッドガルに寄り添う形で新しくできた街。中央には神羅が建設した慰霊碑が存在する。
セブンスヘブン (Seventh Heaven)
エッジでティファが経営しているバーで、彼女とクラウド、マリン、デンゼルの住居でもある。もとは七番街スラムに存在していた店だったが、エッジで経営を決めた際に新たに再開した。以前のセブンスヘブンの名前は『CC FFVII』の時期にザックスによって付けられた。
ヒーリン (Healin Lodge)
神羅の残党が利用している保養施設。ルーファウスもここで療養している。
教会 (Church)
伍番街スラム跡にある、クラウドとザックス（『CC FFVII』時）がエアリスと出会った場所。中央にはエアリスが育てていた花畑がある。クラウドはティファ達の元を去った後、ここで寝泊りしていた。カダージュとの交戦中に花畑は破壊されたが、その跡からエアリスの癒しの水が湧き出て、クラウドとデンゼル、そして人々の星痕を癒した。
バハムート震 (Bahamut SIN)
カダージュがクラウドたちが奪ったマテリアから呼び出した召喚獣。姿は禍々しく変貌している。『FFVII』本編では通常のバハムートの他、「改」「零式」が登場しているが、「震」は登場していないため、本作オリジナルの召喚獣となる。召喚時や最大の攻撃を放つ際の演出などは通常のバハムートのそれを意識しているようで、前述の亜種二体とは異なる特徴を備えている。角などに施された模様は縄文土器などがモデルとなっている。
シャドウクリーパー (Shadow Creeper)
ヤズーが召喚したモンスター。黒い霧から実体化し、斬り伏せても何度でも復活する。『FFVII』ではモンスターとは魔晄によって汚染され変質した生物の総称であるが、そういった生物と同一であるかは語られていない。なお、出現時の演出はカダージュらが自らの服を精製する際のそれと似ており、純粋な生物であるかも不明。
思念体 (Sephiroth's Spirit)
本作ではカダージュ達の事を指す。ライフストリームに拡散する事なく残ったセフィロスの思念が、自らの復活の為に地上へと送り出した存在であり、彼らがジェノバとリユニオンする事で再びセフィロスに戻る事ができる。
シエラ号 (The Sierra)
シドの新型飛空艇。「シエラ」とはシドの助手（後の妻）である女性の名前。後の『ダージュ オブ ケルベロス ファイナルファンタジーVII』（『DC FFVII』）にも登場する。『DC FFVII』のWRO隊員の話によれば、この船は失われた古代文明の技術で製造された物であり、まだ解明されていない部分もあるらしい。
フェンリル (Fenrir)
クラウドが駆る漆黒の大型バイク。フロント2輪・リア1輪の計3輪という奇抜な車体と性能を持つ。普段は運び屋の仕事やその他の移動手段として使用するが、前輪側の左右側面内部にはクラウドの合体剣を一本ずつ全て収納できるよう戦闘用にも改造されている。仕事を始める以前にクラウド個人の収入と、ティファが発行した「セブンスヘヴンで一生タダで飲み食い出来る権利」と引き換えに手に入れたものである。
ストライフ・デリバリー・サービス (Strife delivery service)
クラウドが始めたバイク便の自営業。セブンスヘブンにあるクラウドの私室で経営している。依頼の入った荷物をフェンリルを使い、移動可能な範囲に限り世界中に配達する。
バスターソード (Buster Sword)
クラウドの親友、ザックスの形見である大剣で、前作のスタート直前にクラウドが引き継いだものである（前作のクラウドの初期装備）。本作品に登場するバスターソードは、オオカミの立ち尽くす荒野に捨てられて刺さっている錆びついた巨大な剣を指し、現在クラウドはこの剣の代わりに合体剣を使用している。物語の序盤にカダージュに蹴られていた。最後は回収されたらしく、綺麗な状態で協会に、慰霊碑の様に刺さっていた。
詳しくはザックス・フェアの項を参照。
携帯電話 (Cellular telephone)
PHSに替わって普及した、クラウドを初め作中の殆どの人間に支給されている通信手段。クラウドはティファ達の元を離れて以来、留守電に切り替えている。ヴィンセントがクラウドを助けた際クラウドの携帯を落としてしまい、更に自分の携帯は持っていなかったせいでマリンに呆れられてしまった。この携帯電話は、ドコモ製P900iVのクラウドブラックである。
クラウディ・ウルフ (Cloudy Wolf)
クラウドが身に付けている狼の装飾が施されたシルバーアクセサリ。これと同じデザインの指輪をティファ、バレット、デンゼルも身に付けている。これはクラウドの行く先々に現れた謎の存在の事も指しており、正体はクラウドの心の孤独さを表しているらしい。

## 音楽
イメージソングは氷室京介が1989年に発表した『CALLING』。15年以上も前の曲だったが、プロデューサーの野村哲也が氷室京介のファンであり製作中ずっとこの曲がイメージとして頭にあったため、実現した。コンプリート版のイメージソングは同じく氷室が担当。氷室自身がジェラルド・ウェイとのコラボレーションで誕生した『Safe And Sound』。

## スタッフ
- ディレクター - 野村哲也
- COディレクター - 野末武志
- シナリオライター - 野島一成
- プロデューサー - 北瀬佳範
- アートディレクター - 直良有祐
- コンポーザー - 植松伸夫
  - アレンジャー[4] - 関戸剛、福井健一郎、河盛慶次、浜口史郎、外山和彦
- COプロデューサー - 橋本真司
- メカ&クリーチャーデザイン - 竹谷隆之

## 商品ラインアップ
2005年9月14日にDVD通常版、DVD初回限定版、限定BOX「ファイナルファンタジーVII アドベントチルドレン ADVENT PIECES: LIMITED」、Limited Edition Collector's Setの4種が同時発売。2009年4月16日にはコンプリート版（BD）も発売された。

### DVD通常版
特典映像として『Reminiscence of Final Fantasy VII』（『ファイナルファンタジーVII』のダイジェスト映像、ゲーム画面の名シーンを編集したもの）、オフィシャルトレーラー、『COMPILATION OF FINAL FANTASY VII』のトレーラーを収録。

### DVD初回限定版
収録内容は通常版と同じ。初回限定パッケージ。

### 限定BOX「ファイナルファンタジーVII アドベントチルドレン ADVENT PIECES: LIMITED」
- 本編ディスクには通常版の内容に加えてスタッフによる音声解説を収録。
- 特典ディスクの内容：
  - メイキング映像
  - ヴェネツィア国際映画祭で公開されたバージョン
  - これまで公開されたトレーラー各種
  - OVA作品『LAST ORDER FINAL FANTASY VII』
- プレイステーション用ソフト『FINAL FANTASY VII INTERNATIONAL』
- 主人公クラウドと愛車のフェンリルのフィギュア
- ボイス収録用台本のレプリカ
- オリジナルのキャップ（帽子）、Tシャツ、キーホルダー

### Limited Edition Collector's Set
日本国外での豪華版。2007年2月20日発売。
通常版のDVDに加えて以下を収録。
- ポストカード
- 小説『On the Way to a Smile』（英語版）
- 『LAST ORDER FINAL FANTASY VII』
- 英語版台本

### UMD版
本編に加えてサウンドトラックの楽曲のいくつかを収録。
2009年7月30日にはDVD版とUMD版の廉価版「アルティメットヒッツ」として再発売された。ゲーム作品以外がこのシリーズに加わるのは初である（公式サイトではPSP用ソフトの枠として扱われている）。

### コンプリート版
2009年4月16日に、一部シーンの差し替え・追加を施したフルハイビジョン画質（1920×1080p）の映像、日本語・英語音声をドルビーTrueHD5.1ch（48kHz/16bit）で収録した『ファイナルファンタジーVII アドベントチルドレン コンプリート』(FINAL FANTASY VII ADVENT CHILDREN COMPLETE 略称：FFVII ACC)がBlu-ray Discで発売された。
今作は30分ほどの追加シーン・シーンの差し替えやそれらに伴う追加収録や子役声優の変更と音楽の再編集がなされたいわゆる「完全版」だが、公式曰く「新たな作品として捉えて欲しい」とのこと。また、特典映像としてOVAやトレーラーなども含まれる。なお、OVAはフルハイビジョン画質（1920×1080p）での制作、トレーラーはハイビジョン画質（1920×1080i）での制作、その他の特典映像はスタンダード画質（720×480p）での制作となっており、仕様が細かく違っている。なお、各特典映像の音声はドルビーデジタル2.0ch（48kHz/16bit）での収録となっている。各特典映像の音声のビットレートは固定で640kbpsである。
なお、今作は「PLAYSTATION 3（PS3）同梱初回限定版」の『ファイナルファンタジーVII アドベント チルドレン コンプリート “Cloud Black” HDD 160GB + 「FINAL FANTASY XIII」Trial Version Set』、「初回限定版」の『ファイナルファンタジーVII アドベントチルドレン コンプリート 「FINAL FANTASY XIII」Trial Version Set（for PLAYSTATION®3）』、および「通常版」の3バージョンの販売が行われた。初回限定版（PS3同梱版含む）には、本編ディスクのほかにもう1枚、特典としてPS3用ゲーム『ファイナルファンタジーXIII』の体験版、『ファイナルファンタジー ヴェルサスXIII（現・ファイナルファンタジーXV）』、『ファイナルファンタジー アギトXIII（現：ファイナルファンタジー零式）』の最新トレーラー映像が収録されているディスクが付属していた。また、PS3本体が同梱されたセットは「Cloud Black」と銘打たれた限定仕様のPS3となっており、これは同時に日本初の160GBハードディスク内蔵のPS3となった。
今作は元々2006年9月22-24日の「東京ゲームショウ2006」で制作予定が発表され、当初は2007年発売の予定だったが何度か発売日延期が繰り返され、2008年8月2日に開催されたスクウェア・エニックスの招待制のプライベートイベント「SQUARE ENIX presents DKΣ3713 Private Party 2008」において、2009年3月発売とアナウンスされた。さらにその後、2009年4月16日と改められた。

### コンプリート 4K HDR リマスター版
『ファイナルファンタジーVII アドベントチルドレン コンプリート 4K HDR リマスター』（FINAL FANTASY VII ADVENT CHILDREN COMPLETE 4K HDR REMASTER）とは、上述の『FFVII ACC』の４Kリマスター版。
まず、2021年9月1日より『FFVII ACC』4K版/HD版が、Amazonプライムビデオ独占先行配信スタート。その後『FINAL FANTASY VII ADVENT CHILDREN COMPLETE 4K HDR REMASTER BOX』が、2021年9月15日に発売された。

## 『Reminiscence of Final Fantasy VII』
『Reminiscence of Final Fantasy VII』はDVDの特典映像で、『FFVII』のダイジェスト版。クラウドがバレットの下へ向かいながら、いろいろな人と携帯電話で話す映像が間に流れる。時期としてはクラウドが携帯電話に出ていること、ヴィンセントが携帯電話をもっていることから少なくともアドベントチルドレンよりは後のストーリーであることがわかる。

## 『LAST ORDER FINAL FANTASY VII』
『LAST ORDER FINAL FANTASY VII』（ラストオーダー ファイナルファンタジーVII）は、限定BOX「ADVENT PIECES: LIMITED」付属のOVA作品。

## 『On the Way to a Smile』
『On the Way to a Smile』はDVD Limited Edition Collector's Setに同梱の小説で、『FFVII』 から 『FFVII AC』の間の2年間を、デンゼル・ティファ・バレットそれぞれの視点から描く。著者は野島一成。デンゼル編のみ『ファイナルファンタジーVII アドベントチルドレン コンプリート』の特典としてアニメ化されている。
掲載先は以下のとおり。
- 『FFVII AC』の 公式サイト…デンゼル編のみ
- 『Final fantasy VII advent children prologue』（集英社・ISBN 4-08-779339-7）…デンゼル編、ティファ編
- 『FF7AC Limited Edition Collector's Set』（日本では発売されていない）…デンゼル編、ティファ編、バレット編
- 『小説 On the Way to a Smile ファイナルファンタジーVII』（2009年4月16日発売）…デンゼル編、ティファ編、バレット編、ナナキ編、ユフィ編、神羅編、ライフストリーム編

### ストーリー

#### デンゼル編
『FFVII』から4年後（『FFVII AC』から2年後）、デンゼルはエッジにあるオープンカフェ「ジョニーズヘブン」で、WRO入隊のためWROのトップ、リーブの面接を受ける。リーブに経歴を尋ねられたデンゼルは自らの過去を語り始めた。
デンゼルは昔、神羅カンパニーで働く父、エーベルと、母、クロエの3人でミッドガル上層七番街で暮らしていた。アバランチの活動が活発になったころ、部長に昇進していたエーベルは七番街がタークスによって落とされる情報を知った。エーベルはデンゼルとクロエを伍番街に避難させようとしたが、クロエは知り合いに知らせる為に、一人七番街に留まった。エーベルは部下のアーカムにデンゼルを避難させ、クロエを連れ戻しに行ったが、その後デンゼルが両親と再会することはなかった。
デンゼルはその後ルヴィという、伍番街に住む婦人と暮らし始めた。やがて上空にメテオが現れた。メテオはライフストリームによって防がれたがその流れはルヴィとデンゼルの家にも流れこんできた。ルヴィはライフストリームを受け、口から黒い液体を吐いて息を引き取った。
ライフストリームはミッドガル全体をめちゃくちゃにしていた。デンゼルはガスキンと言う人物に連れられて列車の止まった線路を歩き、地上へと向かった。途中でルヴィのように黒い液体をつけた子供に出会いデンゼルはルヴィのことを思い体をなでて話を聞いてあげるが、しばらくして眠るように死んでいった。
デンゼルは地上に降りた後、エッジ建設の資材集めのための七番街探索などをして暮らしていた。エッジの規模が拡大すると探索をしていた孤児たちもエッジに移っていった。最後の仲間であるリックスもエッジに移り、一人になったデンゼルは伍番街で偶然クラウドの携帯電話を手に取り、着信履歴からティファに電話をかけていたが、途中で額から黒い液体を流し倒れた。気が付いた時、デンゼルはクラウドによってセブンスヘブンに運ばれていた。
話を終えたデンゼルは改めてWRO入隊を希望するが「子供は軍隊には入れない」と断られた。最後にリーブは、母のことを感謝した。

#### ティファ編
セブンスヘブンの片付けをしていたティファはマリンとデンゼルの様子を見に行き、デンゼルが寝付いた後にマリンからクラウドの事を訊ねられた。そしてティファは昔の事を思い出していた。
セフィロスとの戦いを終えた後、クラウドとティファ、他の仲間達も忘らるる都を訪れた後、自分達の場所へと帰って行った。残されたクラウド、ティファ、バレットはそれぞれの故郷へと足を踏み入れた。彼等は過去に起きた苦い思い出を噛み締めながらその場を後にした。
カームにマリンを迎えに行き、ミッドガルに着いたクラウド達は過去に自分達が犯してしまった罪の意識に苛まれながらもこれからの生き方について悩んでいた。後日にバレットがティファに酒屋を開く事を提案した。そしてティファ達はエッジでセブンスヘブンを開いた。開店して間もなくして繁盛し、店は訪れた人々で溢れかえり、ティファ達は罪の意識とうまく付き合えるようになっていき、安定した生活を送るようになった。
しばらくしてバレットは自身の人生に落とし前をつけるために、マリンをティファ達に預けて油田採掘に乗り出した。クラウドは改造したバイク（フェンリル）で店に必要な食材を配達し、それを正式な職業にするようティファに進められたのをきっかけに運び屋「ストライフ・デリバリーサービス」を始めた。
クラウドが運び屋を始めてしばらく経ってから、会話する時間が減っていったためにティファ達とクラウドにはすれ違いが生じていたが、クラウドが星痕にかかったデンゼルを連れてきてから変化が訪れた。デンゼルにこれまでの経緯を聞いたティファは彼をここに置く事にした。そしてデンゼルが一緒に暮らすようになってから、セブンスヘブンには以前のような安定が戻っていった。
「デンゼルはエアリスが自分のところに連れてきた」、とエアリスの教会の前に倒れていたデンゼルの事を、クラウドはそう例えていた。
それから数日後にクラウドは星痕が発病したためにセブンスヘブンから姿を消した。まだ事実を知らないティファはただクラウドに思いを馳せていた。

#### バレット編
ティファにマリンを預けたバレットは、半年ほど世界を歩き回ってもまだ何をすべきか分からずにいた。
バレットは自分を変えるために、自分の義手を作ってくれたコレル村のサカキ老人を訪ね、武器では無い新しい義手の制作を依頼する。
義手ができるまでの間、バレットはサカキ老人の甥の仕事を手伝うことになった。
仕事で訪れた村で星痕で亡くなる娘とその父親に会う。
元飛空艇乗りの父親の「飛空艇があれば、星痕が治ると聞けばどこへだって患者を運ぶことができる」という言葉を聞き、可能性を感じたバレットはロケット村に向かう。
ロケット村でシドと星痕を患うシエラに再会したバレットは、魔晄では無く石油で飛空艇を飛ばせられることを知る。
エンジンと飛空艇開発を二人に任せ、油田探しに旅立つバレット。
全てを終え、サカキ老人が作ってくれた義手を着けて、マリンに手紙を書くことを胸に誓いながら。

#### ナナキ編
レッドXIIIことナナキは自分の心の中に巣くう、恐怖を放つ黒い「思いの塊」に悩まされていた。ギリガンと名付けたソレの正体を探ろうとするが、その度にナナキは恐怖に震えることになった。
コスモキャニオンを出て、ウータイでユフィや星痕病患者達と出会ったり、ニビ熊の親子やハンターの親子との出会いと別れによって、ギリガンの正体が喪失の恐怖であることを悟る。
正体が分かれば怖くないはずだと思っていたが、シドやユフィとの再会後に世界中をうろついて人間や獣達と積極的に関わり合う充実した日々を送る中で、ギリガンが日増しに巨大化していき恐怖に震える時間が長くなっていった。
改めて恐怖の正体を考えるナナキは忘らるる都でヴィンセントと再会し、人間や獣達に比べ圧倒的に寿命の長いナナキがいずれ体験する孤独の恐怖が正体であることを教えられる。
不老不死であるヴィンセントが、今後も年一回は面倒くさいナナキの相手をしてくれることを約束してくれ、ギリガンは姿を消した。と同時に、忘らるる都に久しぶりに笑い声が響いたのだった。

#### ライフストリーム編
ライフストリームの中でのセフィロスとエアリスの攻防が描かれた短編集で、セフィロス視点のものと、エアリス視点のものがある。セフィロス視点では、なぜセフィロスがクラウドに執着し、『AC』本編のようないきさつとなったのかが描かれている。エアリス視点では、クラウドをセフィロスから守ろうとする切ない心情と強い意志が表現されている。

### 登場人物
ジョニー
声 - 加瀬康之
七番街スラムに暮らしていた青年。「セブンスヘブン」のティファに憧れ、エッジにオープンカフェ「ジョニーズヘブン」を経営している。デンゼルはここでリーブと話をしている。
リーブ・トゥエスティ
声 - 銀河万丈
ケット・シーを操っていた人物。ルヴィの息子。現在はWROのトップで、入隊を希望する相手がデンゼルと知ったからか、直接彼に会いに来た。
エーベル
声 - 下山吉光
デンゼルの父。神羅カンパニーの第三業務部で働いており、部長に昇進する。妻を連れ戻しに七番街に留まるが、その後消息不明。
クロエ
声 - 本田貴子
デンゼルの母。近所の人や友人に七番街が爆破される事を知らせるためにそこへ留まるが、その後消息不明。
アーカム
声 - 平川大輔
エーベルの部下。デンゼルを伍番街まで連れて行った。
ルヴィ
声 - 谷育子
伍番街に住む婦人。リーブの母親。息子の仕事を理解しようとリーブが置いて行った本を読むが、難しすぎて理解はできていない。メテオが落下してきたときには、リーブに連絡を取ろうとしていたが連絡はとれなかった。
花が好きで庭にたくさんの土を持ってきていたがミッドガルでは育たなかった。デンゼルが癇癪を起こして投げた、ブリキの飛行機によってデンゼルと彼女は出会う。しかし、その時に窓ガラスを割ってしまい、その穴からもれたライフストリームによってルヴィは死ぬことになる。
ガスキン
声 - 立木文彦
デンゼルを何度か助けた大男。七番街探索の際もデンゼル達の面倒を見ていたが最後は星痕により命を落とす。
リックス
声 - 新井海人
デンゼルの仲間でスラム出身。デンゼルの些細な言葉で仲違いをしてしまい、それ以来口を聞いてくれないらしい。まだ生存しているのでリーブ曰く「仲直りのチャンスがある」との事。

### 用語
WRO
世界再生機構。詳細は、ダージュ オブ ケルベロス ファイナルファンタジーVII#世界再生機構を参照。この時点ではほぼ軍隊になっている。

## 関連商品

### サウンドトラック
| DISC1 1. Opening 2. 約束の地 〜The Promised Land〜 3. Beyond The Wasteland 4. Sign 5. ティファのテーマ (Piano Version) 6. For the Reunion 7. 闘う者達 (Piano Version) 8. Water 9. Materia 10. Black Water 11. エアリスのテーマ (Piano Version) 12. Battle in the Forgotten City 13. Violator 14. 北の大空洞 (FF7 AC Version) | DISC2 1. 天来 〜Divinity 1〜 2. 闘う者達 (FF7 AC Version) 3. 更に闘う者達 (FF7 AC Version) 4. 天来 〜Divinity 2〜 5. Encounter 6. The Chase of Highway 7. Savior 8. J-E-N-O-V-A (FF7 AC Version) 9. 再臨：片翼の天使 〜Advent: One-Winged Angel〜 10. Cloud Smiles 11. End Credits 12. CALLING |

| 1. Beyond The Wasteland - FFVII ACC Version 2. Sign - ACC Long Version 3. Main Theme of Final Fantasy VII - ACC Orchestra Version 4. MUSIC EFFECT 5. 不安な心 - FFVII ACC Version 6. Materia - FFVII ACC Version 7. Black Water - FFVII ACC Version 8. Battle in the Forgotten City - FFVII ACC Version 9. Main Theme of Final Fantasy VII - ACC Piano Version 10. 更に闘う者達 (FFVII ACC Version) 11. The Chase of Highway - FFVII ACC Version 12. Advent: One-Winged Angel - ACC Long Version 13. Aerith's Theme - ACC Long Version 14. 夜明け (FFVIIのテーマ アレンジバージョン) 15. 疑心 16. 陽だまり 17. 赤い空 18. 青い空 19. つなぐ心 (ティファのテーマ アレンジバージョン) 20. 約束 21. On the Way to a Smile [EPISODE DENZEL] |

### 書籍
FINAL FANTASY 7 ADVENT CHILDREN DVD・UMD版 PROLOGUE
ファイナルファンタジーVII アドベントチルドレン ~Reunion Files~
ファイナルファンタジー VII アドベントチルドレン コンプリート ポストカードブック

### フィギュア
プレイアーツ
プレイアーツ セフィロス
プレイアーツ ティファ・ロックハート
プレイアーツ ヴィンセント・ヴァレンタイン
プレイアーツ ユフィ・キサラギ
プレイアーツ レノ
プレイアーツ カダージュ
プレイアーツ改
プレイアーツ改 クラウド・ストライフ
プレイアーツ改 クラウド・ストライフ&フェンリル プレイアーツ改 ティファ・ロックハート
プレイアーツ改 バレット・ウォーレス
プレイアーツ改 レッドXIII
プレイアーツ改 ユフィ・キサラギ
プレイアーツ改 ヴィンセント・ヴァレンタイン
プレイアーツ改 シド・ハイウインド＆ケット・シー
プレイアーツ改 セフィロス
プレイアーツ改 ルーファウス神羅

## その他
- 韓国の歌手IVY（アイビー/ハングル,英語）が発表したミュージック・ビデオが『FFVII AC』に酷似しているとしてスクウェア・エニックスがIVYの所属事務所ファントム・エンターテインメントに対するビデオの放映禁止の仮処分を申請。2007年4月6日、ソウル中央地方法院（地方裁判所）は原告の訴えを認める判断を下した。ビデオの中では『FFVII AC』へのオマージュであると表示されているものの、ダンサーが踊る場面を除き、登場人物・背景・ストーリー展開・画面構成などが全体的に類似しており著作権を侵害していると認定された[9]。そして後日、スクウェア・エニックスは刑事告訴と民事提訴を起こし、刑事ではファントム、ファントムのアルバム事業部理事、ビデオを制作した監督に対しそれぞれ罰金刑を[10]、民事ではファントムと監督に対し財産的損害2億5000万ウォン、精神的損害5000万ウォンの計3億ウォンの損害賠償を命じる判決が出された[11]。
- テレビ番組『情報7days ニュースキャスター』の「たけしの三面記事新聞」というコーナーでビートたけしが『FFVII ACC』を失敗作として紹介した[信頼性要検証]。